# Enigma (Museum)

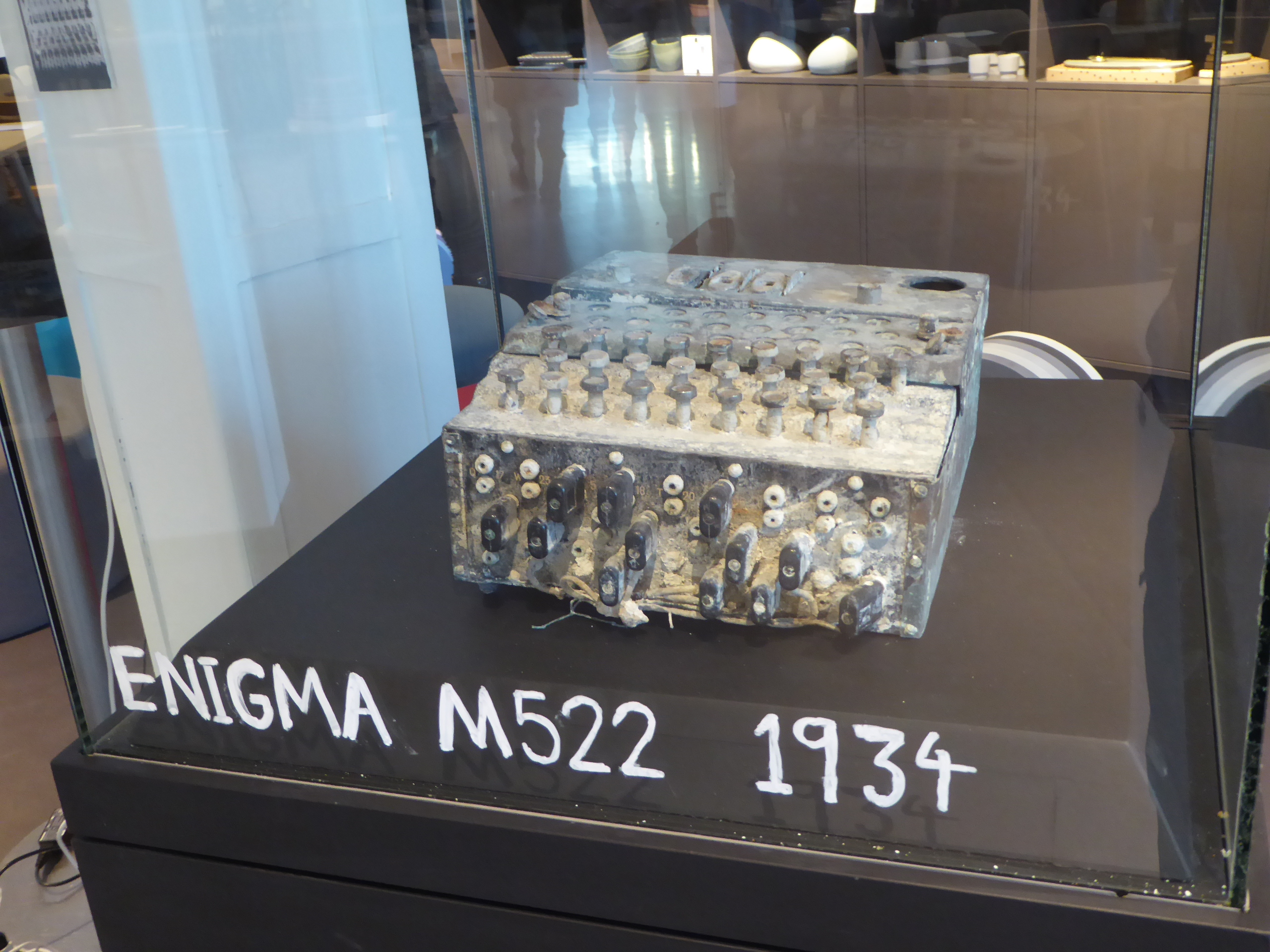
Mit der Seriennummer M 522 und aus dem Jahr 1934 stammend, ist dieses Exponat die vermutlich älteste erhaltene Marine-Enigma.

Das Museum Enigma (dänisch Enigma – Museum for post, tele og kommunikation ‚Enigma – Museum für Post, Fernmeldewesen und Nachrichtenübertragung‘) ist das nationale Postmuseum Dänemarks. Es befasst sich mit Post- und Telekommunikationsgeschichte.

## Geschichte
Das Museum befindet sich im ehemaligen Postamt (Bild) des Stadtteils Østerbro in der Øster Allé 1 in Kopenhagen. Nach dem Umbau wurde im Januar 2017 ein erster, kleinerer Teil eröffnet. Er umfasst ein Café, einen Laden, eine Post und ein kleines Konferenzzentrum. Das frühere Postamt wurde Ende 2021 geschlossen.
Das Museum soll das frühere Post & Tele Museum ersetzen. Dieses bestand seit 1913 und war zuletzt in der Købmagergade Nr. 37 (in der Kopenhagener Innenstadt) beheimatet, bevor es Ende 2015 geschlossen wurde.
Der Name des neuen Museums leitet sich von altgriechisch αἴνιγμα aínigma, deutsch ‚Rätsel‘ ab.
Darüber hinaus ist Enigma auch der Name eines der wichtigsten Exponate des Museums, der vermutlich ältesten bekannte Marine-Enigma, einer Enigma-M1 aus dem Jahr 1934, leider in sehr schlechtem Zustand.
Im Februar 2023 eröffnete ENIGMA neue Ausstellungsbereiche und einen großen Kinderbereich.